# Vriendinnen (televisieserie)
Vriendinnen is een televisieserie die van 7 december 2014 tien weken elke zondagavond te zien was op de Vlaamse televisiezender Eén. De regie ligt in handen van Cecilia Verheyden. De scenarioschrijvers zijn Rita Bossaer, Dirk Nielandt, Pieter-Jan Verachtert en Nathalie Haspeslagh.

## Verhaal
De reeks vertelt het verhaal van de bijna levenslange vriendschap tussen Eva Michiels en Nel Vercammen, die allebei 18 zijn bij de Bevrijding in 1945. Ze leren elkaar kennen omdat het gezin van Eva in Leuven in het rijtjeshuis naast dat van Nels familie komt wonen. Op het eerste gezicht verschillen de meisjes te erg om vriendschap te kunnen sluiten: Nel is een vrijgevochten blondine die het aanlegt met een zwarte Canadese soldaat en met volle teugen van het leven geniet. Eva heeft nog geen jongen gekend, schrijft teruggetrokken in haar dagboek en wil voor onderwijzeres gaan studeren. Nel heeft geen zin haar middelbaar onderwijs af te maken. Ook hun families verschillen: Eva's vader is een ambitieuze leraar die alleen aan carrière denkt en zijn vrouw als huisslavin behandelt. Nels vader en haar broer zijn omgekomen in de Tweede Wereldoorlog; zij leeft samen met haar moeder en haar broer, die allebei bij de conservenfabriek Marie Thumas werken. 
Als in de eerste aflevering Nel Eva kan overhalen ondanks het verbod van haar vader toch mee te gaan naar het Bevrijdersbal, nemen de meisjes het voor elkaar op. Nel zorgt ervoor dat Eva haar 'nonnetjesuiterlijk' laat varen en sexy voor de dag komt, Eva waarschuwt Nel dat Charlie haar ontrouw is. Zo worden ze hartsvriendinnen. Op het bal wordt Eva ten dans gevraagd door Peter (Jonas Van Thielen). 
De tweede aflevering speelt in 1950. Eva's eerste liefje wordt ook haar man. Al snel hebben Eva en Peter trouwplannen. Peters ouders zijn echter van hogere afkomst. Hij komt uit een advocatenfamilie. De ouders van Eva, Ferdinand en Marie-Louise zijn van gewone komaf.
Eva vertelt aan Nel dat ze schrik heeft voor haar eerste huwelijksnacht, maar Nel kan haar geruststellen. Op het huwelijksfeest wordt de kloof tussen de familie van Eva en Peter duidelijk, wanneer Peters vader (Jappe Claes) een toespraak houdt. Na het feest heeft Nel een verrassing voor Eva: de ijscrèmekar van haar baas die romantisch aangekleed staat in het bos.
De derde aflevering start in 1955.  Eva is hoogzwanger van Peter. Nel is verliefd geworden op een vrouw, Viviane, maar de relatie blijft niet duren omdat Viviane liegt over haar studies en werk. Peter werkt intussen als advocaat. Hij krijgt bezoek van Hélène, die wil scheiden van haar man. Hélène begint Peter te kussen. Net op dat moment belt Eva naar Peter dat ze moet bevallen, maar Peter neemt niet op. Daarom brengt Nel Eva naar het ziekenhuis. Peter is niet ingegaan op de avances van Hélène. Hij probeert Eva te bellen, maar ontmoet ze pas in het ziekenhuis, waar hij voor het eerst zijn dochter Carine te zien krijgt.
De vierde aflevering begint in 1960. De vader van Peter is intussen overleden en Carine is een kind. Peter en Eva hebben nu na de geboorte van Laura 3 kinderen. Peter wil nog een kind, maar dat wil Eva niet. Ook Nel is zwanger geraakt in 1960, maar zij laat haar  kind weghalen, omdat ze met twee mannen omgaat. Hoewel Eva Nel ermee heeft gedreigd nooit meer met haar te spreken als ze een abortus ondergaat, steunt ze haar vriendin als het zover is. De situatie in Kongo wordt ondertussen explosief. De moeder van Eva vertelt haar dat haar vader niet de vader is van Hendrik. Zijn echte vader, een Duitse soldaat, is in 1918 gestorven aan de Spaanse griep. Op het einde van de aflevering staat Hendrik voor de deur van Eva.
In de vijfde aflevering maakt de serie een sprong van 10 jaar. Het is 1970, in de ondertiteling wordt verwezen naar 'Leuven 1980' maar dat kan niet. Eva is 20 jaar getrouwd en zij huwde in 1950. Bovendien zijn beide vrouwen nu 43 jaar. Dit klopt aangezien ze 18 waren in 1945. Alle decors wijzen bovendien op het begin/midden van de jaren 1970 en de film Mira draait nog, die is van 1971. De kinderen zijn bovendien tieners en geen twintigers. Ferdinand is weduwnaar geworden. Nel heeft groot nieuws: ze gaat trouwen met Herman. Met Eva gaat het minder. Ze betrapt Peter met een andere vrouw, Patricia. Eva en Peter praten deze eenmalige misstap uit, maar dan ontdekt Eva dat Peter al een jaar een relatie heeft met Patricia, waardoor ze wil scheiden. Hendrik krijgt bezoek van een meisje uit Afrika dat zijn dochter blijkt te zijn. Hij besluit terug te keren naar Afrika. Nel krijgt van de gynaecoloog te horen dat ze geen kinderen meer kan krijgen. Eva troost haar wanneer ze in de tuin de wieg verbrandt.
De zesde aflevering start in 1975. Nel voelt pijn aan haar borsten. Na een bezoek aan de dokter blijkt dat ze borstkanker heeft. Eva heeft andere problemen: haar dochter Carine komt terug uit India. Ze wil in een commune in Leuven gaan wonen met andere aanhangers van de sekte waar ze bij wil horen. Wanneer ze met haar vader naar toneel gaat, naar een opvoering van Mistero Buffo, verandert ze van idee en wil ze actrice worden. Eva heeft werk gevonden als Tupperware demonstratrice. Op het einde van de aflevering vindt het verjaardagsfeest plaats van Herman, die 50 wordt. Na het feest wordt Nel geopereerd.
In de zevende aflevering, die in 1980 speelt, ontplooit Eva veel engagement. Ze betoogt tegen de kruisraketten, maakt carrière bij Tupperware en neemt deel aan de feministische praatgroep Minerva. Ze leert in Edelhart de ware liefde kennen, al probeert Peter (die intussen door Patricia verlaten is) haar opnieuw voor zich te winnen. Herman besluit één grote zaak te maken van Nels ijssalon en zijn bakkerij. Hoewel ook Nel de zaak wil uitbreiden, heeft ze het moeilijk met de beslissing te moeten samenwerken met Hermans dochter Veerle. Omdat het voorbehoud wederzijds is, besluiten ze: drie maanden op proef.
De achtste aflevering, het is nu 1985, brengt zowel in Eva's als in Nels omgeving uitdagingen. Het feit dat Ben uit de kast komt en Carine in haar eerste tentoonstelling naaktfoto's van zichzelf exposeert, valt niet in goede aarde bij hun vader Peter, die op een verkiesbare plaats staat bij de CVP. Maar bij een politiek debat toont hij moed door te zeggen dat hij mensen niet wil veroordelen om de keuzes die zij maken. Herman krijgt een hartinfarct en wordt door Nel bemoederd, onder meer met een macrobiotisch dieet. De tearoom wordt nu zonder haar gerund door haar kinderen; zij en Veerle krijgen eindelijk een goede verstandhouding. De avond waarop Nel haar succesvolle examen voor de centrale examencommissie viert, waarop Eva haar heeft voorbereid, blijkt Herman gestorven.
De negende aflevering speelt in 1990. Nel laat haar hele zaak over aan haar stiefkinderen Tim en Veerle en wil doorstuderen. Eva heeft last met ouder worden, en doet, hoewel ze gepensioneerd is, allerlei vrijwilligerswerk. Toch voelt ze zich niet gelukkig. Ze verwaarloost Edelhart uit verlatingsangst. Pas als ze verneemt dat ze diabetes heeft, beseft ze hoe broos het leven is en besluit ze er, met Edelhart, van te genieten. Nel verrast haar met een cadeau: een week Zwarte Woud, iets waar beiden al veertig jaar van dromen. Op reis maken de twee vriendinnen elkaar erge verwijten: Eva vindt dat Nel haar vroegere lef is kwijtgeraakt en door te lang te willen werken Hermans dood heeft uitgelokt. Nel vindt dat Eva in plaats van te treuren om haar gemiste kansen toen ze een onderdanige echtgenote was, blij zou moeten zijn met haar drie gelukkige kinderen. Ze keren met afzonderlijke taxi's terug.
De tiende en laatste aflevering speelt in 1995 en 2014. Ondanks pogingen de breuk te herstellen, blijven Eva en Nel vervreemd van elkaar. Als 87-jarige verhuist Eva naar een rusthuis. Edelhart is omgekomen bij een auto-ongeluk; zij zit in een rolstoel. Onverwacht komt ze in het rusthuis Nel tegen, die ook in een rolstoel zit. Nel is blind sinds bij haar sinusoperatie een oogzenuw werd geraakt. In hun besef van wat ze verloren hebben, hervinden ze elkaar. Ze kunnen op dezelfde kamer verblijven. Gekscherend en elkaar plagend rollen ze in hun rolstoel het beeld uit.

## Vertolking
Er zijn tien afleveringen, waarin de ontwikkeling en het wel en wee van de twee vriendinnen uit de doeken wordt gedaan. Tot hun veertigste worden de 
beide hoofdrollen vertolkt door Anemone Valcke (Evelyne Michiels (Eva)) en Charlotte De Bruyne (Petronella Vercammen (Nel)). Vanaf hun veertigste worden de rollen overgenomen door Veerle Dobbelaere en Veerle Eyckermans. Beider levenswegen worden gevolgd tot ze als bejaarden in een rusthuis vertoeven.
Andere rollen:
- Ruth Beeckmans als Madeleine, zus van Nel
- Charlotte Anne Bongaerts als Laura, dochter van Eva (1975-)
- Jappe Claes als vader van Peter
- Kris Cuppens als Hendrik
- Sterre Davids als Jantien kleindochter van Eva
- Goele Derick als moeder van Peter
- Michel Van Dousselaere als Cyriel (1970-)
- Bert Haelvoet als Cyriel, broer van Nel (1945-1960)
- Frederik Huys als dokter
- Herwig Ilegems als ijsventer Hubert
- Koen Van Impe als Edelhart Monard, vriend van Eva (1980-)
- Frances Lefebure als Carine, dochter van Eva (1975-)
- Rudy Morren als Peter (1970-)
- Ineke Nijssen als Martha, moeder van Nel
- Els Olaerts als moeder van Eva
- Matthieu Sys als jeugdlief van Nel
- Karin Tanghe als Eva's nieuwe buurvrouw Joana (1995-)
- Wietse Tanghe als Ben, zoon van Eva (1975-)
- Jonas Van Thielen als Peter (1945-1960)
- Jos Verbist als Ferdinand, vader van Eva
- Dirk Tuypens als Herman
- Emma Verlinden als jonge Carin (1950-)
- Sofie Joan Wouters als Veerle, dochter van Herman
- Pieter-Jan De Wyngaert als Tim, zoon van Herman

## Kenmerken
De serie besteedt veel zorg aan locaties, decors, kostumering en voorwerpen uit de tijd – waaraan de langzaam veranderende tijdgeest zichtbaar wordt. Om het realistische karakter van de reeks te bevorderen, worden geregeld documentaire filmfragmenten uit de betrokken periode ingelast, bijvoorbeeld van de feestelijke bevrijding van Leuven en de jaarlijkse reclamestoet aldaar. Ook de liedjesfragmenten op de klankband geven commentaar bij de handeling. Zo is tijdens de abortus die Nel ondergaat Brenda Lee's hit I'm Sorry uit precies dat jaar 1960 te horen: 'love was blind / and I was too blind to see'. Veel van de dialogen zijn voor wie de opgeroepen tijd heeft beleefd herkenbaar. Bijvoorbeeld als de 48-jarige Eva probeert weer les te gaan geven en door de nonnen afgewezen wordt, zegt: 'Eerst mocht ik geen les geven omdat ik ging trouwen en nu mag ik geen les geven omdat ik gescheiden ben.'
Van bij de eerste aflevering blijkt de aanvankelijk schematische tegenstelling waarop het verhaal is gebouwd, te worden genuanceerd: Eva is minder preuts en wereldvreemd dat het aanvankelijk lijkt, Nel ernstiger en assertiever dan de losbol die ze 'slechts' schijnt te zijn. Andere personages zijn complexer dan ze willen laten uitschijnen. Is Ferdinand Michiels' afkeer van het moderne (soep uit conservenblikken, jazz op de radio) wat hij denkt dat als gezagsfiguur van hem verwacht wordt of staat hij er eigenlijk zelf niet achter? Wat verwijt Ferdinand zijn vrouw telkens weer? Welk geheim koestert Cyriel, de wat gedeprimeerde raadselachtige broer van Nel? En waarom schrijft de moeder van Eva nog steeds stiekem brieven naar haar zoon Hendrik in Congo?
Afgezien van het eerder pretentieloze verhaal van een vriendschap, belooft de serie niet enkel nostalgische gevoelens naar de tijd van toen te voeden, maar de verschuivingen in ideologie en machtsstructuren in de opeenvolgende decennia onrechtstreeks en subtiel te evoceren: de verhouding tussen de klassen, de democratisering, de dubbele moraal, de emancipatie van de vrouw, andere relatievormen.

## Historische gebeurtenissen
Er worden tussendoor beelden getoond van onder meer volgende historische gebeurtenissen:
- Einde van de Tweede Wereldoorlog (1945)
- Mijnramp van Marcinelle (1956)
- Expo 58 (1958)
- Huwelijk van koning Boudewijn en koningin Fabiola (1960)
- Belgisch-Congo (1960)
- Eddy Merckx die de Ronde van Frankrijk wint (1969)
- Interview met Fernandel door Jan Van Rompaey (1970)
- Vietnamoorlog (einde in 1975)
- Demonstratie tegen kernwapens (begin jaren 1980)
- Het Heizeldrama (1985)
- Sandra Kim wint het Eurovisiesongfestival 1986
- Val van de Berlijnse Muur (1989)
- De zaak-Dutroux (1995 e.v.)

## Kijkcijfers
Aflevering 1: 1.114.000 kijkers

Aflevering 2: 881.000 kijkers

Aflevering 3: 1.007.000 kijkers

Aflevering 4: 1.058.000 kijkers

Aflevering 5: 1.067.000 kijkers

Aflevering 6: 1.072.000 kijkers

Aflevering 7: 1.041.000 kijkers

Aflevering 8: 1.090.000 kijkers

Aflevering 9: 1.074.000 kijkers

Aflevering 10: 1.080.000 kijkers